# Ernst Haefliger
Ernst Haefliger (ur. 6 lipca 1919 w Davos, zm. 17 marca 2007 tamże) – szwajcarski śpiewak, tenor.

## Życiorys
Ukończył seminarium nauczycielskie w Zurychu, następnie w latach 1939–1942 uczył się śpiewu i gry na skrzypcach w tamtejszym konserwatorium. Ponadto był uczniem Fernando Carpiego w Genewie i Juliusa Patzaka w Wiedniu. Debiutował na scenie w 1942 roku partią Ewangelisty w Pasji według św. Jana J.S. Bacha. W latach 1943–1952 śpiewał w operze w Zurychu. W 1949 roku wystąpił w roli Tejrezjasza w operze Carla Orffa Antigonae na festiwalu w Salzburgu. Od 1952 do 1974 roku był członkiem Deutsche Oper Berlin. Od 1971 do 1981 roku wykładał w Hochschule für Musik w Monachium.
Gościnnie występował w teatrach operowych w Europie i Ameryce Północnej, wykonując głównie muzykę oratoryjną i kameralną. Zdobył sławę jako interpretator utworów Bacha i Schuberta, a także rolami w operach W.A. Mozarta. Wystąpił w prapremierowych przedstawieniach kilku oper Franka Martina. Opublikował książkę Die Singstimme (wyd. Berno 1983).